# Abacena crassipalpis
Abacena crassipalpis là một loài bướm đêm trong họ Noctuidae.